# 伟大的力量
《伟大的力量》（俄語：Великая сила）是苏联1950年上映的一部剧情片，导演是弗里德里希·艾尔姆列尔。它由鲍里斯·罗马绍夫的同名舞台剧改编而成。

## 概要
影片反映了苏联农业科学研究所内新旧思想的斗争。拉符洛夫教授是研究所里著名的育种科学家，也是米丘林的弟子。他支持李森科的获得性遗传理论，成功地培育了一种高产蛋的鸡，驳斥了西方科学家的遗传理论。他的理论得到了以奥斯特罗乌莫夫同志为代表的联共布中央的支持。

## 演员表
| 演员姓名            | 饰演人物       | 备注                     | 中文配音 |
| ------------------- | -------------- | ------------------------ | -------- |
| 鲍里斯·巴博奇金     | 拉符洛夫       | 科学家，支持李森科的学说 | 齐衡     |
| 维克托·霍赫里亚科夫 | 米里雅庚       | 农科院院长               | 阳华     |
| 加林娜·英尤季娜     | 克拉符季雅     | 拉符洛夫的妻子，医生     | 柏李     |
| 尤里·托卢别耶夫     | 阿布拉德捷     | 农科院院士               | 温锡莹   |
| 尼古拉·博戈柳博夫   | 奥斯特罗乌莫夫 | 联共布中央委员           | 强明     |
| 费奥多尔·尼基京     | 鲁勃廖夫       | 农科院院士，遗传学家     | 凌云     |
| 鲍里斯·斯米尔诺夫   | 茹柯夫         | 农科院党委书记           | 凌之浩   |
| 亚历山大·维奥里诺夫 | 密窦采夫       | 年轻的科研人员           | 邱石平   |

## 更多信息
- 黑白宽屏电影。
- 单声道。
- 1964年10月，赫鲁晓夫下台后，苏联的生物学界才得以清除李森科的错误学说。这部影片也从1966年开始遭到当局审查。

## 获奖情况
剧组主要成员弗里德里希·艾尔姆列尔、阿尔卡季·科利察特、鲍里斯·巴博奇金、维克托·霍赫里亚科夫获1951年斯大林三等奖。

## 中文译制
1951年由中央电影局上海电影制片厂引进。陈涓负责台词翻译，范莱担任配音导演，王仲宣负责录音工作。